# Corynebacterium diphtheriae
Corynebacterium diphtheriae je gram + pozitivna bakterija iz roda Corynebacterium uzročnik bolesti difterije.
Bakterija je poznata i pod imenom Klebs-Löffler bacillus, prema njemačkim bakteriolozima koji su je i otkrili 1884.g. Edwin Klebs (1834 – 1912) i Friedrich Löffler (1852 – 1915).

## Morfologija i proizvodnja toksina
C. diphtheriae je aerobni gram-pozitivni organizam, ne stvara spore, nije pokretan, nema kapsulu, oblikom je ravni ili zakrivljeni štapić dužine 1 do 8 µm i širine 0.3 do 0.8 µm. Bakterija je patogena samo za ljude. C. diphtheriae proizvodi difterija toksin, a proteinski egzotoksin, čija je molekularna težina 62 kilodaltona. Podjedinica egzotoksin inhibira sintezu proteina u stanici, te stanica umira. Egzotoksin ne proizvode svi biotipovi, a mogućnost proizvodnje egzotoksina prenosi se bakteriofagima (lizogenogenizacija), tako da netoksični tipovi mogu postati toksični.

## Klasifikacija
Razlikuju se četiri podvrste: C. diphtheriae mitischodis, C. diphtheriae intermedius, C. diphtheriae gravis i C. diphtheriae belfanti. Podvrste se razlikuju u morfologiji kolonija i biokemijskim svojstvima kao što je npr. metaboliziranje određenih tvari. Svaka podvrsta može biti toksična (uzrokovati bolesti) ili netoksična.